# اونشتروت
 اونشتروت رودی است که از تورینگن سرچشمه می‌گیرد و به ساله (رود) می‌ریزد. این رود از کشور آلمان می‌گذرد. طول آن ۱۹۲ کیلومتر (۱۱۹ مایل) است.